# Francis Kiernan
Francis Kiernan, britanski anatom in zdravnik, * 2. oktober 1800, † 31. december 1874.
Med letoma 1864 in 1865 je bil podpredsednik Kraljevega kolidža kirurgov Anglije.